# NGC 1409
NGC 1409 är en vilande linsformad galax i stjärnbilden Oxen. Den har en skenbar magnitud på 15,4, och kräver därför stor apertur. Den upptäcktes av astronomen William Herschel den 6 januari 1785. NGC 1409 ligger i omedelbar närhet av den mindre Seyfertgalaxen NGC 1410 och de två växelverkar starkt med varandra. Avståndet mellan deras respektive kärna har är bara 23 000 ljusår, och de delar ett diffust stjärnhölje med en radie som sträcker sig upp till 49 000 ljusår.
Den morfologiska klassificeringen av galaxen stämmer närmast överens med typ SB0, vilket anger en linsformad stavgalax. Det finns en tydlig ström av stoft och gas som kanaliseras till NGC 1409 från NGC 1410. Denna bana har en typisk bredd på 330 ljusår, passerar norrut framför NGC 1409 och sedan bakom, och blir tätare mot galaxens kärna. Den har en uppskattad massa på 3 × 108 solmassor och överför massa med ett uppskattat flöde av 1,1–1,4 solmassa per år. Det finns dock inga tecken på nyligen inträffad stjärnbildning i NGC 1409 från detta inkommande material.